# Hybos culiciformis
Espèce
Hybos culiciformis est une espèce d'insectes diptères brachycères de la famille des Hybotidae.

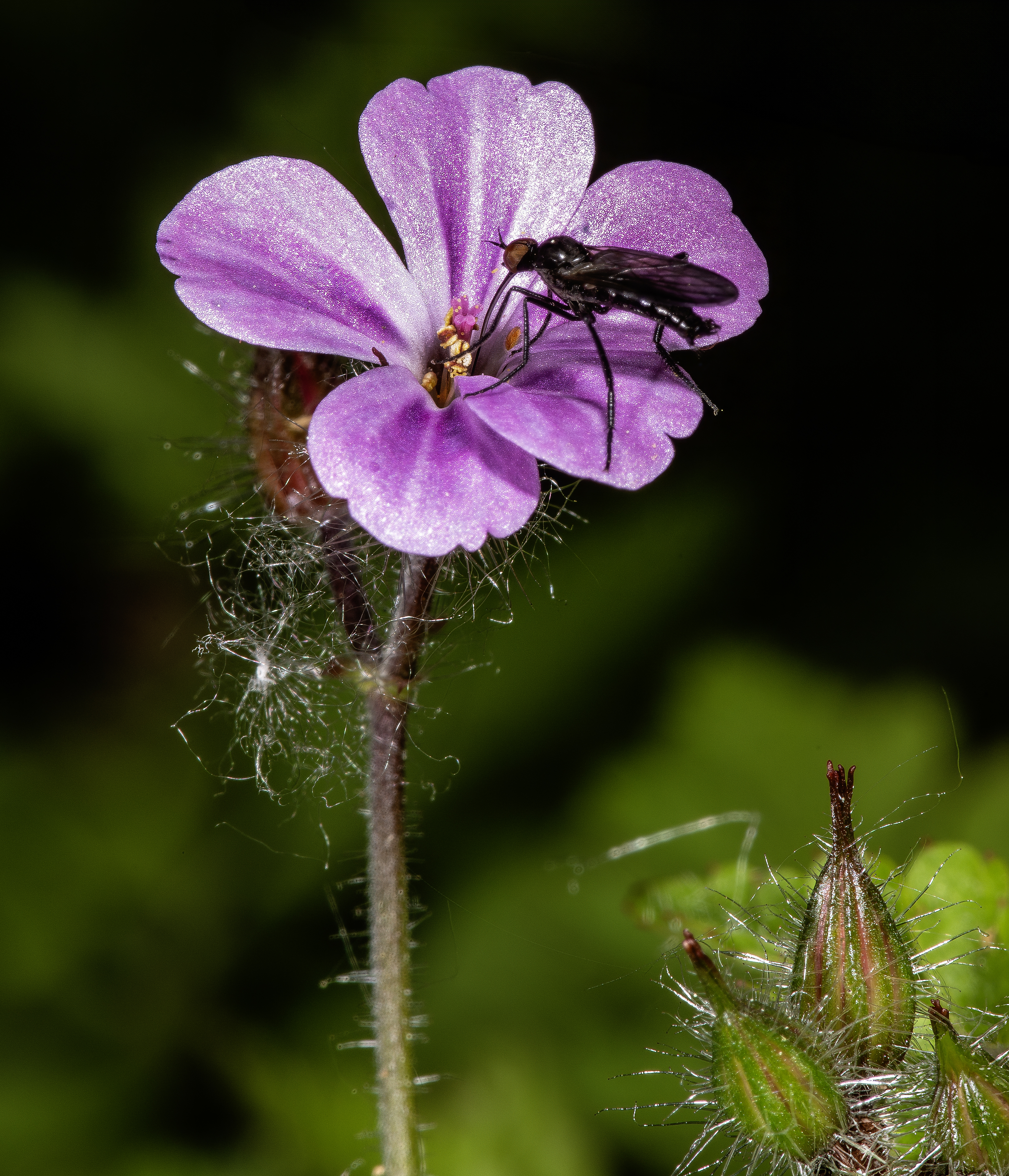
Hybos culiciformis sur une fleur de Geranium robertianum MHNT